# Trine Qvist
Trine Qvist (n. 8 iunie 1966) este o jucătoare de curl ce a reprezentat Danemarca, medaliată olimpică. A participat la o ediție a Jocurilor Olimpice (1998) în care a câștigat o medalie de argint.

## Participări
Lista de mai jos prezintă principalele competiții la care a participat Trine Qvist de-a lungul carierei.
- curling at the 1998 Winter Olympics[*]